# 未来 (今井美樹のアルバム)
『未来』（みらい）は、今井美樹の11作目のオリジナル・アルバム。1998年11月26日発売。発売元はワーナーミュージック・ジャパン。サブタイトルは ″LOVE SONGS from miki imai″。

## 概要
フォーライフ・レコードからワーナーミュージック・ジャパンに移籍後初のオリジナル・アルバム。発売時期と心の温まるラブソングを集めることを意識して制作された。録音は東京、ロンドン、ロサンゼルスで行われた。
サックスのコートニー・パイン、ドラムスのアンディ・ニューマーク、キーボードのジョー・サンプル（プロデューサーの布袋寅泰とレコーディング・エンジニアの今井邦彦がマスターテープを持ちロサンゼルスに出向く）、ジャズバンドのインコグニート等、世界的な一流ミュージシャンが参加している。岩里祐穂は1曲のみ作詞を提供した。
先行シングル「FLOWERS」を収録。M-6「氷のように微笑んで」は、新たなアレンジを施してM-10「SMILING GIRLS」とのカップリングで翌1999年1月にシングルカットされた。

## 収録曲

### CD
| 全作曲・編曲: 布袋寅泰。 |                        |           |            |                              |      |
| #                        | タイトル               | 作詞      | 作曲・編曲 | その他の編曲                 | 時間 |
| 1.                       | 「恋の唄」             | 布袋寅泰  | 布袋寅泰   | ストリングス編曲：Simon Hale | 1:34 |
| 2.                       | 「貴方を夢見て」       | 布袋寅泰  | 布袋寅泰   |                              | 4:05 |
| 3.                       | 「FLOWERS」            | 布袋寅泰  | 布袋寅泰   |                              | 5:00 |
| 4.                       | 「RAINY DAY」          | 今井美樹  | 布袋寅泰   |                              | 4:12 |
| 5.                       | 「LONESOME MERMAID」   | 布袋寅泰  | 布袋寅泰   |                              | 4:54 |
| 6.                       | 「氷のように微笑んで」 | 布袋寅泰  | 布袋寅泰   |                              | 5:14 |
| 7.                       | 「LET'S GET TOGETHER」 | 布袋寅泰  | 布袋寅泰   |                              | 3:55 |
| 8.                       | 「ANGEL EYES」         | 今井美樹  | 布袋寅泰   |                              | 4:07 |
| 9.                       | 「シンデレラ」         | 布袋寅泰  | 布袋寅泰   |                              | 5:47 |
| 10.                      | 「SMILING GIRLS」      | 岩里祐穂  | 布袋寅泰   | ホーン編曲：Simon Hale       | 5:07 |
| 11.                      | 「ALWAYS LOVE YOU」    | 今井美樹  | 布袋寅泰   |                              | 5:11 |
| 12.                      | 「恋をしよう!」        | 布袋寅泰  | 布袋寅泰   |                              | 5:09 |
| 13.                      | 「慕情」               | 布袋寅泰  | 布袋寅泰   | ストリングス編曲：Simon Hale | 4:46 |
| 14.                      | 「恋の唄 ～reprise」   | 布袋寅泰  | 布袋寅泰   |                              | 2:07 |
| 合計時間:                | 合計時間:              | 合計時間: | 合計時間:  | 61:15                        |      |

## 演奏
- 今井美樹
  - Vocal
  - Backing Vocals (#2-8.12)
- サイモン・ヘイル
  - Strings Arrangement (#1.10.13)
  - Horn Arrangement (#10)
  - Keyboards (#13)
- ゲヴィン・ライト：Strings Leader (#1.10.13)
- 布袋寅泰
  - Guitars (#2-13)
  - Slide Guitar (#2)
  - Keyboards (#2.3.5.6.9.10.11)
  - Bass (#3.10)
  - Backing Vocals (#3.9)
  - Gut Guitar (#14)
- Katie Kissoon, Tessa Niles, Beverley Skeete：Backing Vocals (#2.5-10)
- Tamaki Okazaki：Backing Vocals (#3)
- ジョー・サンプル
  - Electric Piano (#4.7)
  - Piano (#9)
- ピノ・パラディーノ：Bass (#4.11)
- レイ・クーパー：Percussion (#4.7.8.10)
- さかいりえこ：Backing Vocals (#5.6.9.10.12)
- Mike Willox (SLINKY)
  - Keyboards (#6.8)
  - Computer Programming (#6)
- Cliff Charles (SLINKY)：Gut Guitar & Computer Programming (#6)
- Courtney Pine：Saxophone (#7)
- アンディ・ニューマーク：Drums (#7.8)
- クマ原田：Bass (#7,8)
- 山木秀夫：Drums (#9)
- 井上富雄：Bass (#9)
- Kevin Robinson, Chris "Snake" Davis, Another Person：Horns (#10)
- Richard Bailey：Drums (#12)
- Graham Harbey：Bass (#12)
- Julian Crampton：Keyboards (#12)